# Made for Now
«Made for Now» — песня, записанная американской певицей Джанет Джексон и пуэрториканцем Дэдди Янки, вышедшая 17 августа 2018 года. Авторами песни выступили сама Джанет, Shawn Butler, Edgar Etienne, Al Sherrod Lambert, Thomas Lumpkins, Harmony Samuels и Varren Wade. Это первый за 2 года новый сингл певицы (после  в 2016 году).

## История
Проект начался еще до того, как Джанет Джексон начала свой концертный тур «State of the World Tour» по всему миру в сентябре 2017 года. Продюсером и соавтором нового трека стал британский продюсер и музыкант Harmony Samuels, известный по работа с такими исполнителями, как Дженнифер Лопес, Ариана Гранде, Fifth Harmony, Мишель Уильям, Фантазия Баррино, Крис Браун, Брэнди Норвуд, Кейша Коул, Ни-Йо. Сэмюэлс заявил, что Джексон хотела записать песню о любви, единстве и «мире, сошедшемся вместе», и создала группу соавторов. Опираясь на собственное нигерийское происхождение и прошлую работу с нигерийскими художниками-рецензентами, Сэмюэлс подумал о создании афроцентрической песни с вдохновением латиноамериканцев и записал её вместе с Элом Шерродом, Шоном Батлером, Верреном Уэйдом и Эдгаром Этьеном. Джексон записала её с давними сотрудниками Джимми Джамом и Терри Льюисом, которые с 1986 по 2001 год выпустили её девять синглов номер один в чарте Billboard Hot 100. Что касается дополнения Дэдди Янкт к треку, Сэмюэлс заявил, что он был выбран из-за того, что он был «латиноамериканцем», имеющим такую огромную фан-базу и просто как допинг в работе". Сэмюэлс также сказал о положительно связи и энергии между Джексон и Янки, и выразил надежду, что «просто красиво объединить разные культуры в это время прямо сейчас».
«Made for Now» была официально анонсирована 12 августа 2018 года самой Джексон в социальных сетях.
О коллаборации с Дэдди Янки впервые было сообщено 23 июля 2018 года, после утечки в интернет и социальные меди нескольких кадров со съёмки видеоклипа. «Made for Now» стал первым синглом Джексон после «Dammn Baby», вышедшего в мае 2016 года. 16 августа 2018 года Джексон вместе с её братом и бизнес-партнёром по Rhythm Nation Randy Jackson анонсировала, что они стали партнёрами лейбла Cinq Music. Эта фирма известна своей работой с музыкантами стиля латино.
«Made for Now» описывается как смесь поп-музыки, афробита, дэнсхолла и реггетон. Сидней Мэддисон из NPR прокомментировал: «Трек, спродюсированный Harmony Samuels и наполненный афробитом и реггетоном, барабанами и перкуссией, связь с Дэдди Янки, самым известным исполнителем реггетона, показал, что Джанет Джексон знает как быть в числе инноваторов современной культуры». Стивен Дж. Горовиц из журнала Billboard назвал песню «популярным бопом с легким тропическим оттенком, который удаляет её из полуночного шторма R&B-хита 2015 года „Unbreakable“ и возвращает ее на танцпол»
«Made for Now» вышел 17 августа 2018 года.
Песня получила положительные отзывы и рецензии музыкальной критики и интернет-изданий.

## Музыкальное видео
Музыкальное видео для песни «Made for Now» снял американский режиссёр Дейв Мейерс. Съёмки проходили в июле 2018 года в Бруклине (Нью-Йорк, США). Дейв Мейерс ранее уже работал над клипами Джексон для песен «All for You» (2001), «I Want You» (2004), «Just a Little While» (2004), «No Sleeep» (2015) и «Dammn Baby» (2016). В клипе в виде эклектической смеси африканской хореографии снимались танцоры из разных стран: Гана, Нигерия, Гренада, Тринидад и Тобаго и США. Постановку танцев осуществляла хореограф Даниэлла Поланко, ранее работавшая со многими звёздами, с такими например как, Jennifer Lopez, Бейонсе, Amerie, Usher, Бруно Марс и Кэт Делуна.

## Концертные выступления
Джанет Джексон и Дэдди Янки впервые исполнили песню в программе The Tonight Show Starring Jimmy Fallon 17 августа 2018 года, что стало первым 14 лет появлением Джанет в ночной телепрограмме.

## Чарты

### Еженедельные чарты
| Чарт (2018)                               | Высшая позиция |
| ----------------------------------------- | -------------- |
| Australia Digital Tracks (ARIA)           | 40             |
| Canada Hot Digital Songs (Billboard)      | 29             |
| France Top Singles Downloads (SNEP)       | 33             |
| Венгрия (Single Top 40)                   | 38             |
| Шотландия (OCC Scotland)                  | 79             |
| Великобритания (OCC UK Singles Downloads) | 47             |
| США (Billboard Hot 100)                   | 88             |
| США (Billboard Dance Club Songs)          | 14             |
| США (Billboard Hot R&B/Hip-Hop Songs)     | 36             |